# Soufflé au fromage
Le soufflé au fromage est un soufflé chaud, salé ou sucré, relevé au fromage. Il en existe de nombreuses variantes avec les divers fromages du monde.

## Histoire

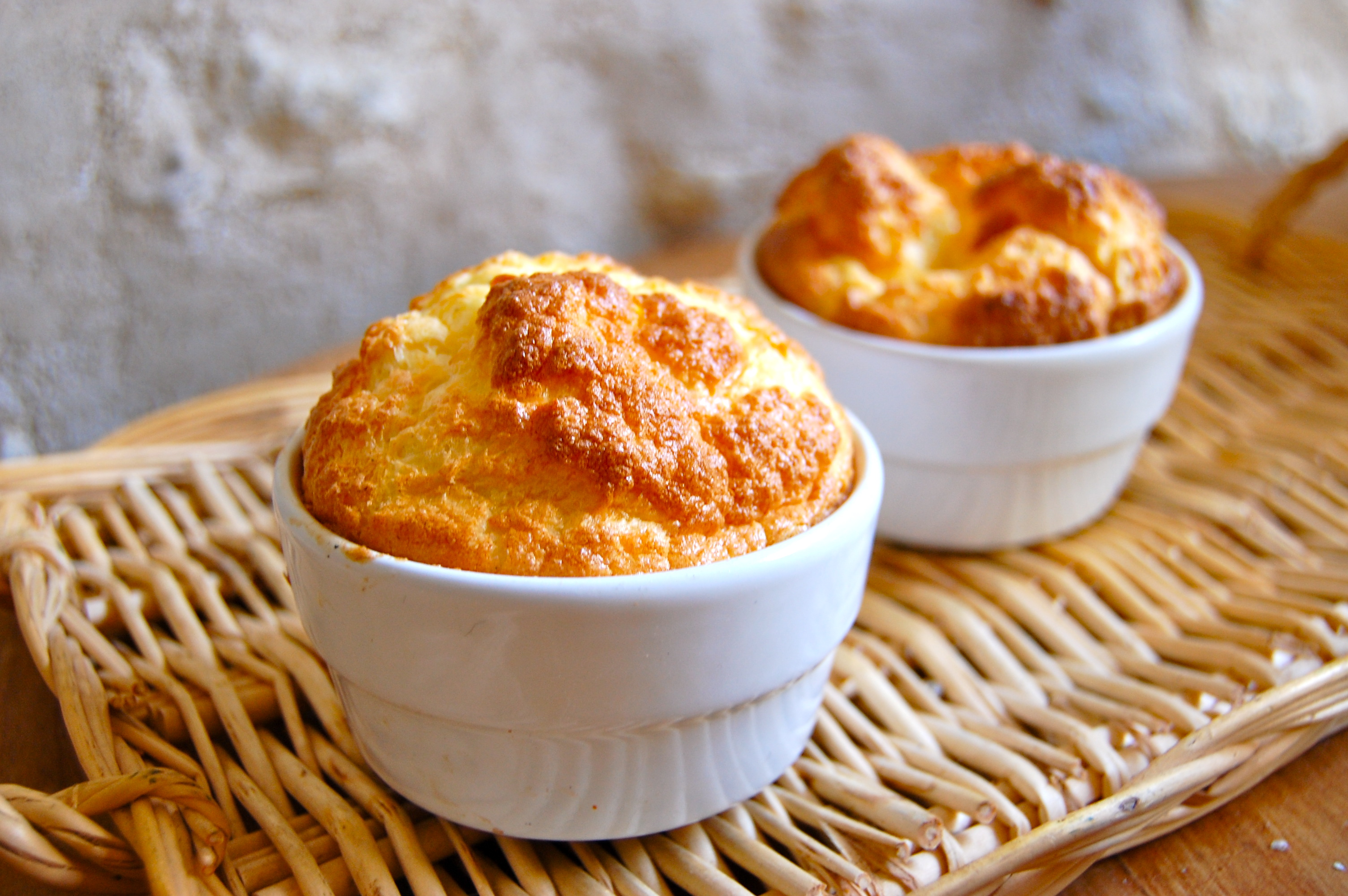
Deux ramequins de soufflé au fromage.

Il existait depuis le moyen âge des « gâteaux à la crème boursoufflée assaisonnés au fromage et quelquefois avec du sucre », les talmouses attestés au XIVe siècle,. Les soufflés au fromage apparaissent début XIXe siècle, ils étaient sucrés à base de crème, de farine, de riz ou de pomme de terre. Grimod de La Reynière place un soufflé au fromage dans un menu de printemps en grosse pièce après les entrées (sans doute salé) dans son Manuel des Amphitryons (1808) et la même année Gustafva Björklunds le mentionne (Ostsoufflé à la crème sucrée au parmesan) dans son Kokbok för husmödrar,.
Carême (1815) explique pourquoi il sucre ses fondants (soufflés) au parmesan : « Le peu de sucre que je mets dans l'appareil est pour adoucir l'âcreté du fromage, quoiqu'il soit de première qualité ; car le véritable fondu demande une extrême douceur et un moelleux parfait, qui ne laissent au palais que le goût agréable du bon Parmesan ». Richard Dolby (1830) explique dans son Cook's Dictionary que le soufflé au fromage (Parmesan ou Gruyère) servi en caisse est appelé fondu au fromage. Le terme de caisse désigne encore des ramequins de porcelaine en 1935. Le soufflé au fromage demeure longtemps un entremets : en 1830, Paul Lacroix, cite le soufflé au fromage en assiette volante après les entremets du second service, autrement dit, juste avant les desserts sucrés, en 1859 Vert-vert sert le soufflé au fromage en extra avec la salade après les rôtis,.
Pour Jules Gouffé (1867), le « petit soufflé au fromage de parmesan » est un soufflé salé à base de béchamel. À partir de 1870, le soufflé au fromage apparait dans la presse avec le nom de soufflé au fromage à la Rossini, compositeur gourmand qui en serait à l'origine d'après le Baron Brisse. En 1892, le parmesan se voit mélangé au gruyère dans Le Petit Journal, puis en 1898, au gruyère seul semble discuté par les lecteurs (« si vous voulez, gruyère et parmesan » écrit Tante Rosalie dans L'Express),,. Ces soufflés au fromage sont assaisonnés à la muscade.
Le soufflé au fromage devient fréquent dans les textes numérisés en 1920 et 1940 sans évolution dans sa recette (parmesan et/ou gruyère râpé) sauf une campagne publicitaire pour le soufflé au fromage au lait concentré Gloria et le mélange fromage-jambon,. À partir de 1925, le cheese soufflé entre en force dans la cuisine anglophone d'abord sans précision de fromage râpé,. C'est à la même époque que le soufflé au fromage est attesté en entrée ou en premier plat du diner,. Puis il est courant à partir de 1952 avec une diversification des fromages à partir de 1970 : au Comté, au Gouda, à l'Emmental et aux pâtes non cuites tamisées Roquefort, Bleu de Bresse,,.
Le XXIe siècle marque une explosion de créativité et de notoriété.

## Dénomination

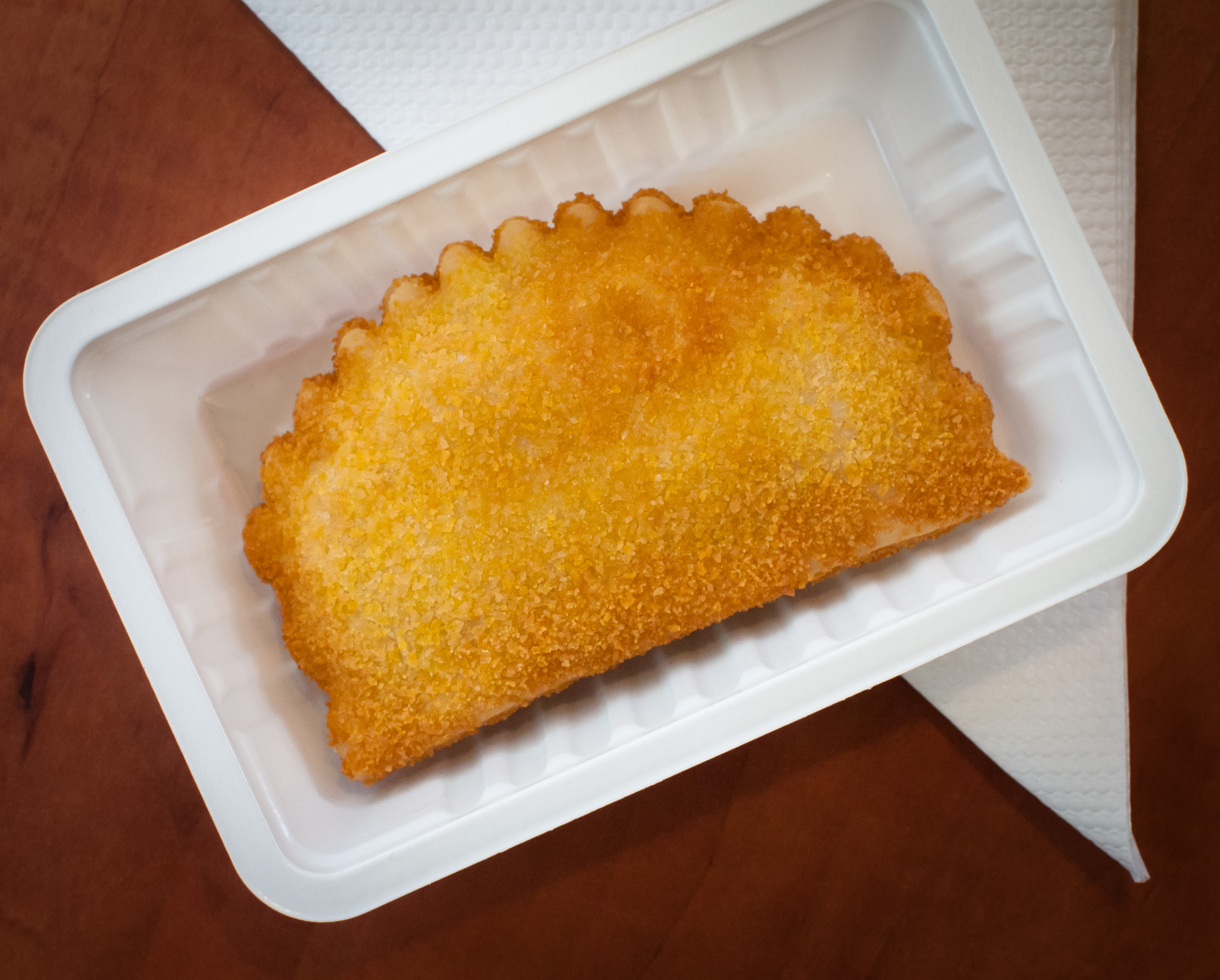
Kaassoufflé.

L'anglais cheese soufflé est usuel, cheddar soufflé est rare même si le prototype du cheese soufflé est au Cheddar. Le néerlandais kaassoufflé peu désigner soit une sorte beignet au fromage soit un soufflé au fromage,.

## Œufs et fromages
Œufs et fromages doivent leur proximité en cuisine à des raisons historiques et gustatives. Tous deux aliments maigres chez les catholiques ; ils étaient traités par le même métier de cuisine européenne au XVe siècle, celui de la poulaillerie qui travaillait volaille, œufs et fromages,. « Il porte du beurre, des œufs, du fromage, ces délices des champs! Que tardes-tu, chère hôtesse, hâte-toi, serre tes trésors. Tu te croyais pauvre et te voilà riche » écrit Etienne de Gerlache.
Les différents fromages contribuent à la consistance (crémeux des fromages frais et filant des pâtes cuites) et au gout (bleus, fromages vieux, fromages fumés) des soufflés. Pour autant, il est impossible de différencier ces apports, souvent les fromages sont mélangés (exemple comté-roquefort, parmesan-emmental) et encore les soufflés au fromages sont des bases pour soufflés mixtes (aux légumes, au homard, etc.),. « On peut faire des soufflés avec tous les végétaux, à la condition qu'ils soient rendus en purée pour l'opération ; les soufflés salés à base de légumes se font le plus souvent au fromage ». Le plus simple est de distinguer les soufflés au(x) fromage(s) seul(s) souvent condimentés de muscade, cumin, etc. des soufflés au fromage mixtes.

## Les soufflés au fromage
Les soufflés au fromage ne sont pas arrêtés par les frontières, par exemple le welsh soufflé au Cheddar (soufflé aux œufs en neige mélangé à l'appareil à welsh sur jambon) est autant belge que français du Nord. La Mimolette, l'Emmental, les Vacherins qui font des soufflés renommés sont multinationaux.

### Grande-Bretagne

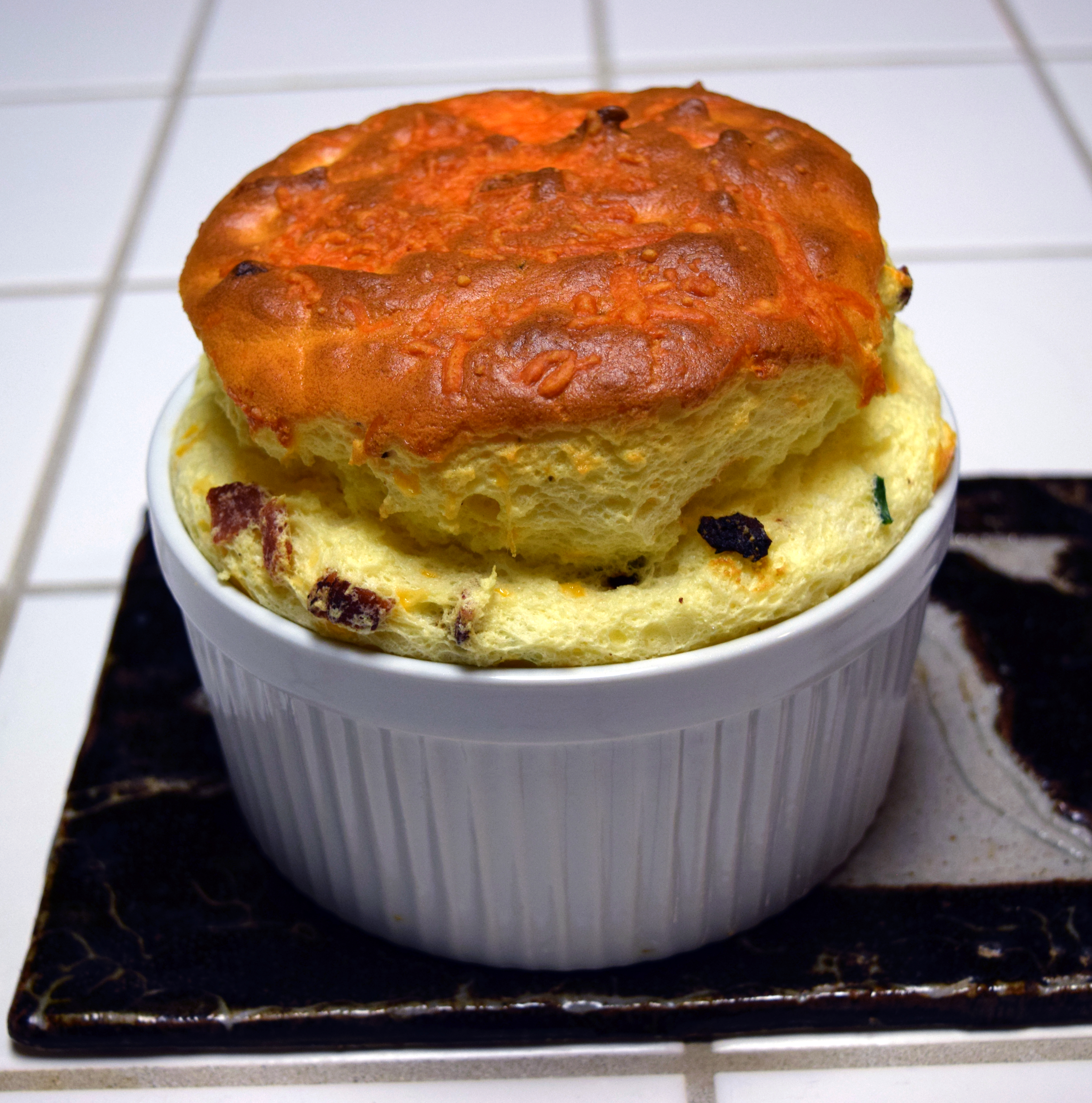
Cheddar bacon.

Les pâtes cuites sont communes et spécialement le Cheddar. Parmi les fromages vieux et puissants le Gloucester cheese soufflé avec sa sauce bière-crème-Double Gloucester est recommandé par Slow food, le Cheshire et le Wensleydale donnent des soufflés aromatiques et crémeux,. Le Smoked Lincolnshire Poacher soufflé au gout terreux est également puissant. Mais aussi les fromages de chèvre, le Cottage cheese soufflé (fromage frais) ,,. Les soufflés britanniques sont souvent composites comme le soufflé fromage-petits pois, fromage-ciboulette.
Du côté des bleus le Stilton, l'Exmoor Blue Cheese (comtés du Devon et du Somerset), le Jersey bleu. Ce dernier est un bleu à pâte molle également produit en Suisse, canton de Saint Gall, à partir du lait des mêmes vaches Jersiaises. On y fait un soufflé au Jersey blue « aussi léger qu’un nuage » après l'avoir durci au congélateur pour mieux le râper,,.

### Espagne

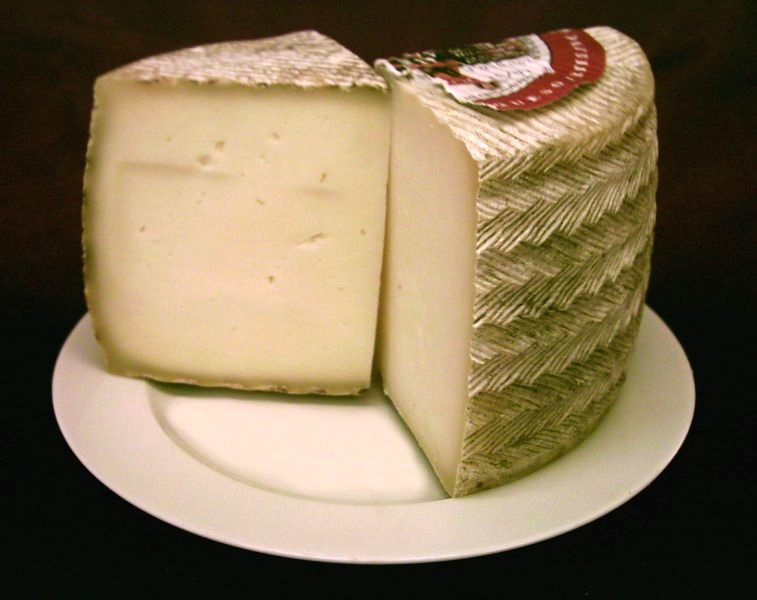
Manchego.

Les fromages de brebis de Castille La Manche, manchego sous leurs formes jeune, semicurado (demi affiné) et curado (vieux) ont un parfum intense et pénétrant, ils donnent des soufflés typés (soufflé de manchego au vert d'oignon),. Dans le monde hispanisant, au Mexique les fromages de Chihuahua ou d'Oaxaca sont utilisés.

### France
La France est un vieux pays de soufflés et un vieux pays de fromages. Les soufflés au fromages français les plus internationalisés sont le soufflé au Roquefort, au Bleu d'auvergne, à la Fourme d'Ambert, au Maroilles.
Les pâtes cuites Comté (le soufflé au Comté est un plat traditionnel Comtois), Beaufort savoyard qui se dose faiblement en fromage (80 g pour 4 œufs) donnent des soufflés réputés exceptionnels,. Haut niveau encore le soufflé au Salers, pâte pressée non cuite. Androuët donne le Bleu de Gex en soufflé et le Chaource en tarte soufflée,. D'autres bleus ont leur soufflé: Bleu des Causses.
Avec des grands fromages classiques soufflé au Brie, au Camembert, au Reblochon il existe une multitude de soufflés locaux ou créatifs,,. Les producteurs d'Epoisses proposent un soufflé à l'Epoisses fortement dosé en fromage 250 g pour 4 œufs. Fortement dosé aussi le soufflé à la Cancoillotte, le soufflé au Morbier,. Les producteurs de Montbrison un Soufflé à la Fourme de Montbrison. En Occitanie la Tomme des Pyrénées donne le soufflé à l'Ail rose de Lautrec et à la Tomme des Pyrénées ou à la truffe,. En Corse, le soufflé à la Tomme Corse se mange avec des figues.
Avec les fromages industriels : le soufflé au Boursin, Soufflé au fromage Président vendu en sachet prêt à battre (emmental 14 %),.

### Italie

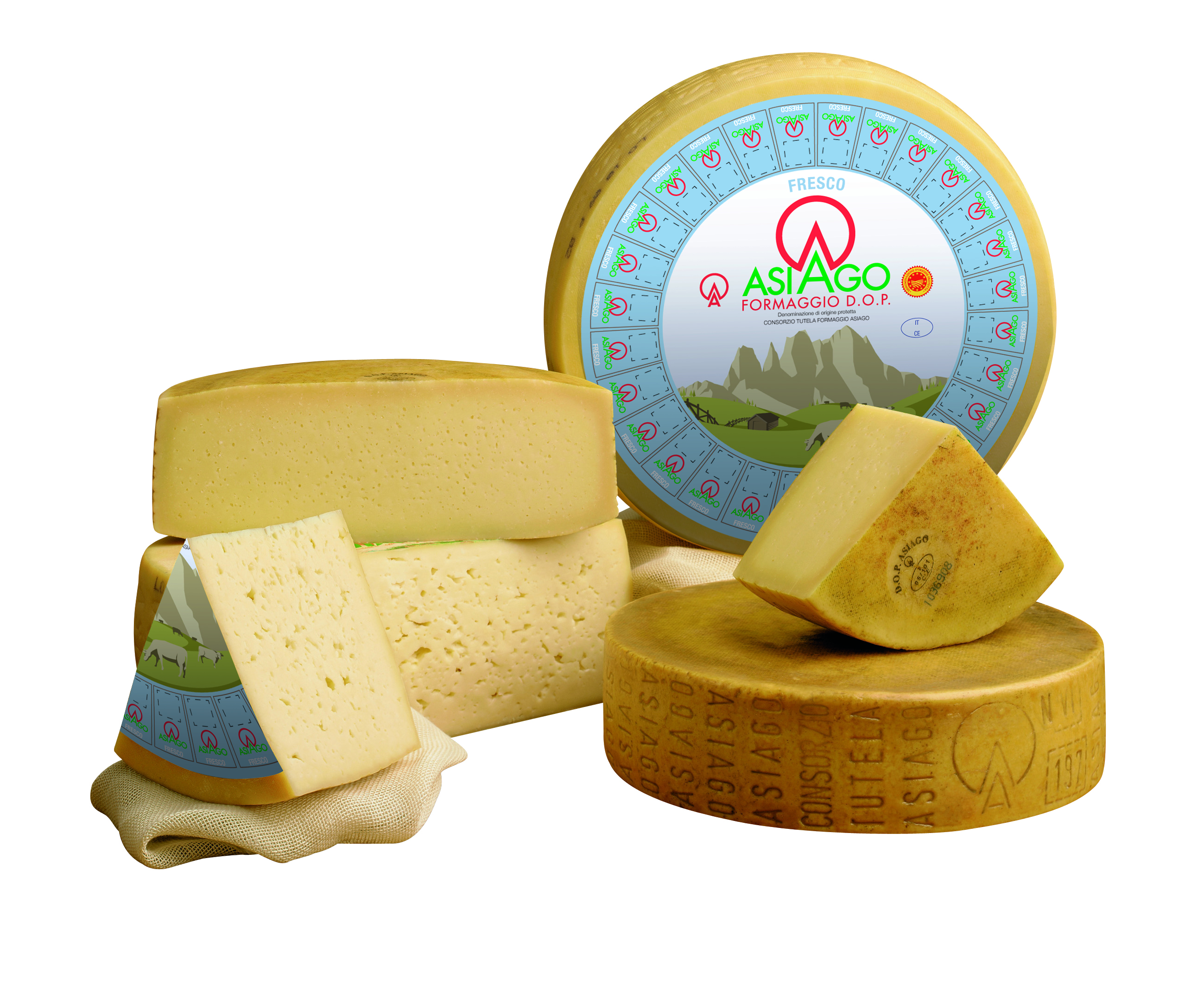
Asiago.

Les soufflés au fromage apparaissent en Italie vers 1960.
Parmi les soufflé di formaggio, le soufflé aux quatre fromages (fontine, bel paese, parmesan, emmental) est incontournable, comme le soufflé au Gorgonzola (généralement ce fromage gras est mélangé à une pâte cuite),. Les soufflés au Mascarpone sont souvent sucrés, on peut faire des soufflé glacés avec ce fromage qui se prête bien aux textures aérées (le Tomin est aussi utilisé dans un soufflé glacé au miel),. Dans le pâtes cuites ou demi cuites l'Asiago, proche des Gruyères, et le Castelmagno sont utilisés dans un soufflé sucré (au miel et aux noix et miel et châtaigne pour le second),.
La grande variété des fromages italiens donne des soufflés intéressants : puissant soufflé de Pecorino Fiore sardo (le même à la Poutarge), les soufflés de farine de châtaigne, pignons et romarin ou à la polenta au Taleggio lombard,,. Les soufflés au fromage fumé sont renommés : Soufflé alla Mozzarella affumicata (la mozzarella fumée), à la povola affumicata de Campanie, au Pecorino sarde, légèrement fumé qui dégage « un parfum vraiment irrésistible »,,.

### Japon

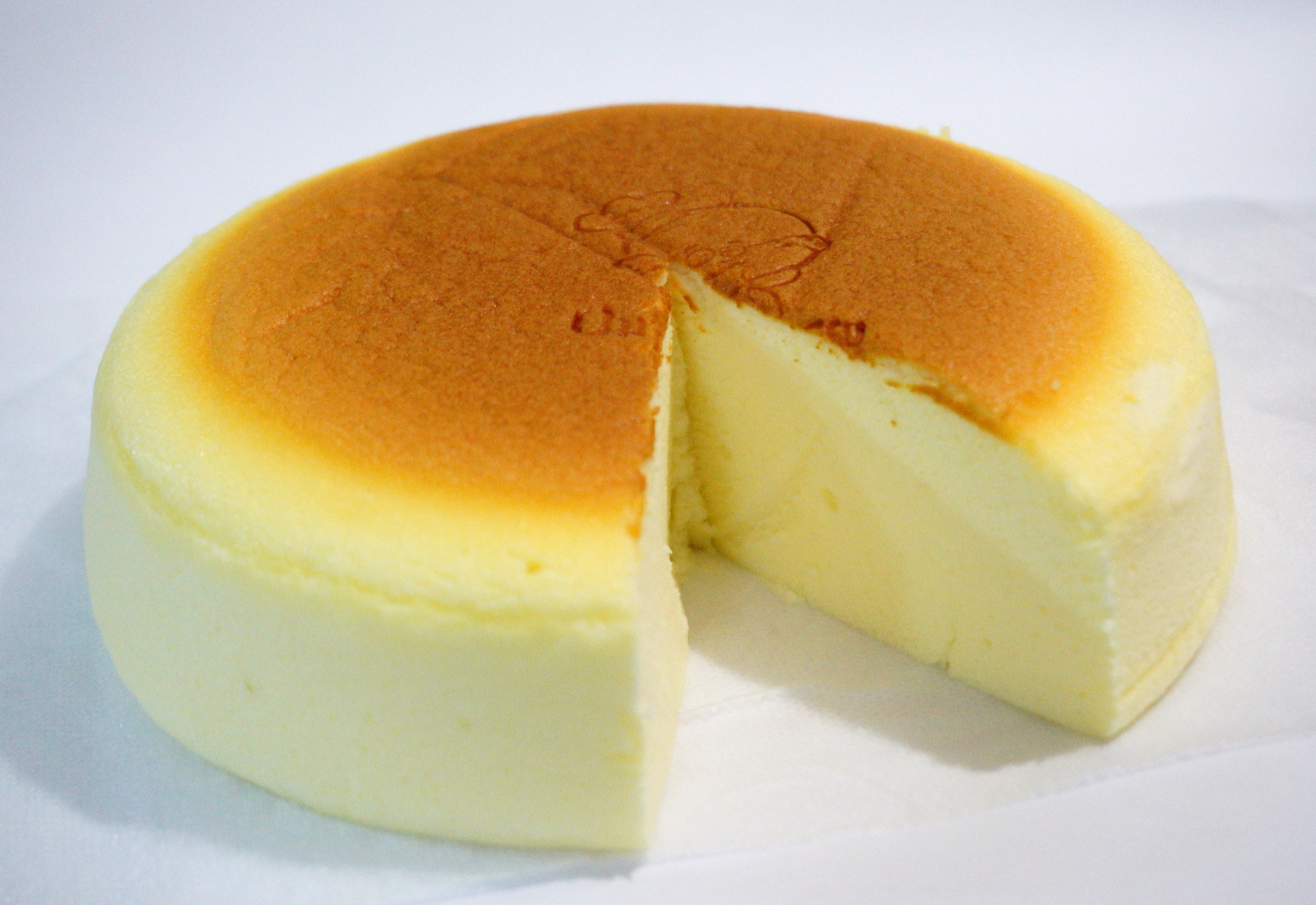
Soufflé léger au fromage japonais.

Au Japon, il a le nom de soufflé (スフレチーズケーキ, sufure chīzukēki) mais s'approche d'un biscuit de Savoie extrêmement léger. A base de fromage frais crémeux et de crème aigre, il est cuit à plus basse température qu'un soufflé au fromage (170 °C) et servi avec des fruits, compotes ou confitures sucrés,.

### Pays-Bas
Le Gouda est souvent présenté comme un substitut au Gruyère, il en existe des versions fumées utilisées dans les soufflés,. Comme l'Edam, ces fromages hollandais entrent dans les mélanges de fromages pour soufflé,. Le soufflé Edam-bacon est typiquement hollandais.
Le soufflé au Leerdammer se dose comme les pâtes cuites suisses (150 g pour 4 œufs). Anne-Sophie Pic fait un soufflé à la Mimolette demi-vieille et au cumin. Le soufflé au Old Amsterdam est estimé aussi puissant en gout que la Mimolette affinée, ce fromage est associé au potiron: Pompoensouffle met Old-Amsterdamkaas,. Le Kernhem gras à la pâte quelque peu visqueuse est fréquent dans les soufflés aux légumes (épinards, asperges),,. Le soufflé au Maasdam est comparé au soufflé à l'Emmental .

### Suisse

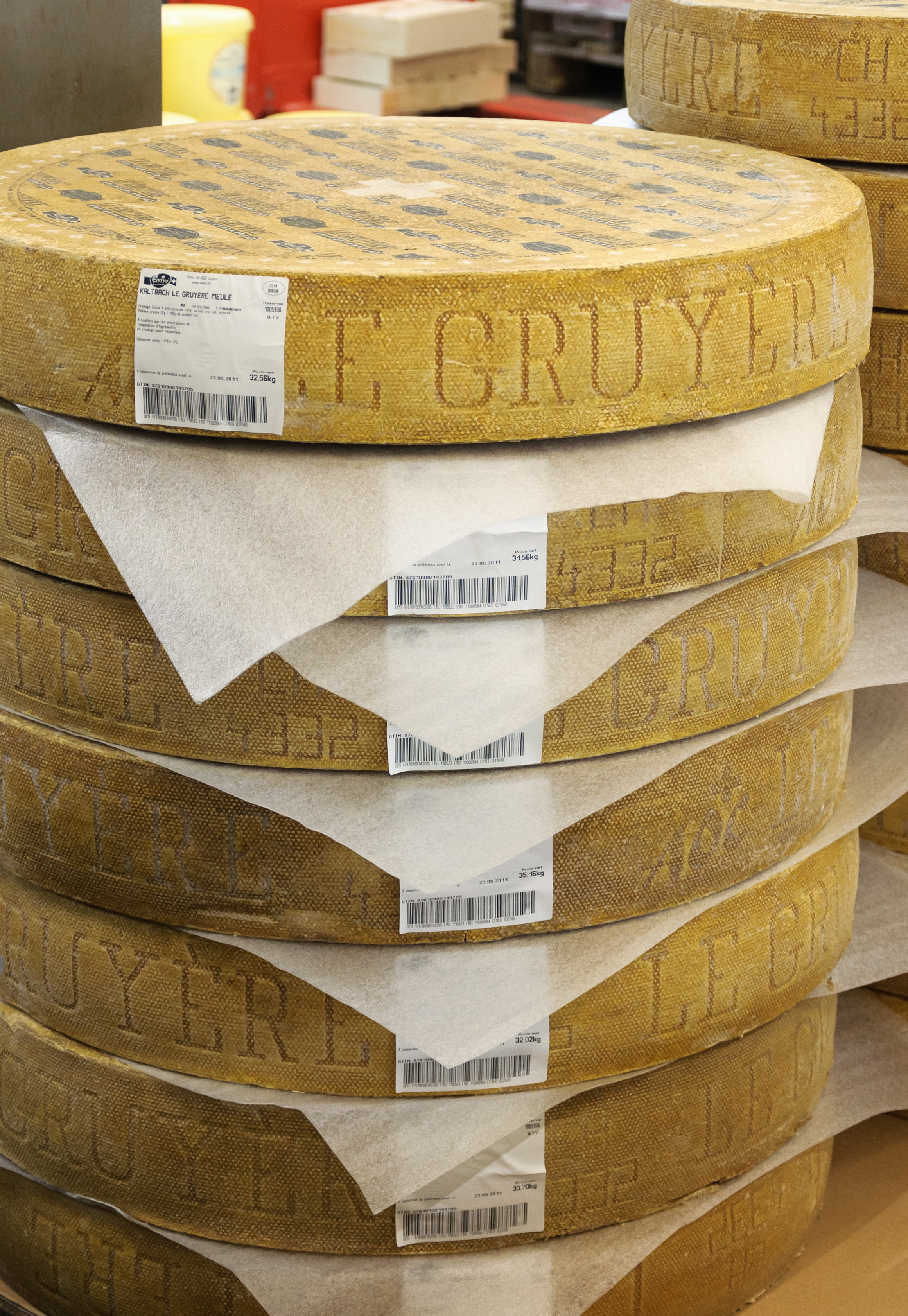
Meules de gruyère suisse.

Les nombreuses et renommés pâtes cuites suisses (Gruyère incontournable depuis les origines du soufflé, Emmental, Appenzeller, Tommes -tomme vaudoise, de Rougemont, de la Vallée) entrent dans la composition des fondues, dont la fondue aux œufs que Louis Gauchat (1924) décrit comme intermédiaire entre les œufs brouillés au fromage et le soufflé. Les petits soufflés au fromage suisse apparaissent au XIXe siècle. Les pâtes cuites suisses sont spécialement adaptées au soufflé.
En plus des grands classiques (Gruyère, Emmental, Appenzeller, 150 g pour 4 œufs ou part égale en cas de mélange Emmental, Appenzeller dans le soufflé aux scorsonères,) on peut ajouter le Maréchal vaudois. Le soufflé au Vacherin fribourgeois, pâte pressée non cuite molle, est inscrit au patrimoine culinaire suisse. Parmi d'autres on rencontre: l'extra dur Berner Alpkäse de l'Oberland bernois (150 g pour 4 œufs), le soufflé à la Tête de Moine vaudois, le soufflé au Sbrinz corsé, le soufflé au Schabziger au mélilot du Canton de Glaris,,,.
Le soufflé à la Raclette à un dosage en fromage supérieur aux autres pâtes cuites: 200 g pour 2 œufs . Enfin il faut signaler à Lausanne le soufflé fromage-jambon à la bière locale.

## Soufflés mixtes à base de fromage
Les soufflés au fromage acceptent des garnitures dont les plus courantes sont: la truffe (blanche ou noire) exemple Pecorino-truffe, la girolle (au Beaufort), le cèpe (au Comté), le champignon de Paris (au Boursault et à l'Emmental),,.
Les rapprochement fréquents sont : le jambon, le chou-fleur (spécialité belge), la chicorée, la courgette, le brocoli, les épinards, la betterave, le saumon fumé,,,,,. En Grèce le σουφλέ πατάτας με τυρί (souflé patátas me tyrí) est un soufflé de pomme de terre au fromage.

## Tour de main
Le préchauffage quelques minutes au bain-marie du soufflé au fromage avant de l'enfourner 25 min à 180 °C 355 °F est cité,. D'autres auteurs préconisent dans un four préchauffé 190 °C pendant 15 min, puis 200 °C 15 min encore, la cuisson usuelle est 15 min à  190 °C 370 °F ou 20 min à 180 °C,. La Cuisine de Référence donne 2 à 3 min de bain-marie puis cuire dans un four avec sole chauffée à 180 °C et voute à 200 °C pour 20 à 25 min selon la grosseur du soufflé et l'épaisseur du moule.

## Accompagnements

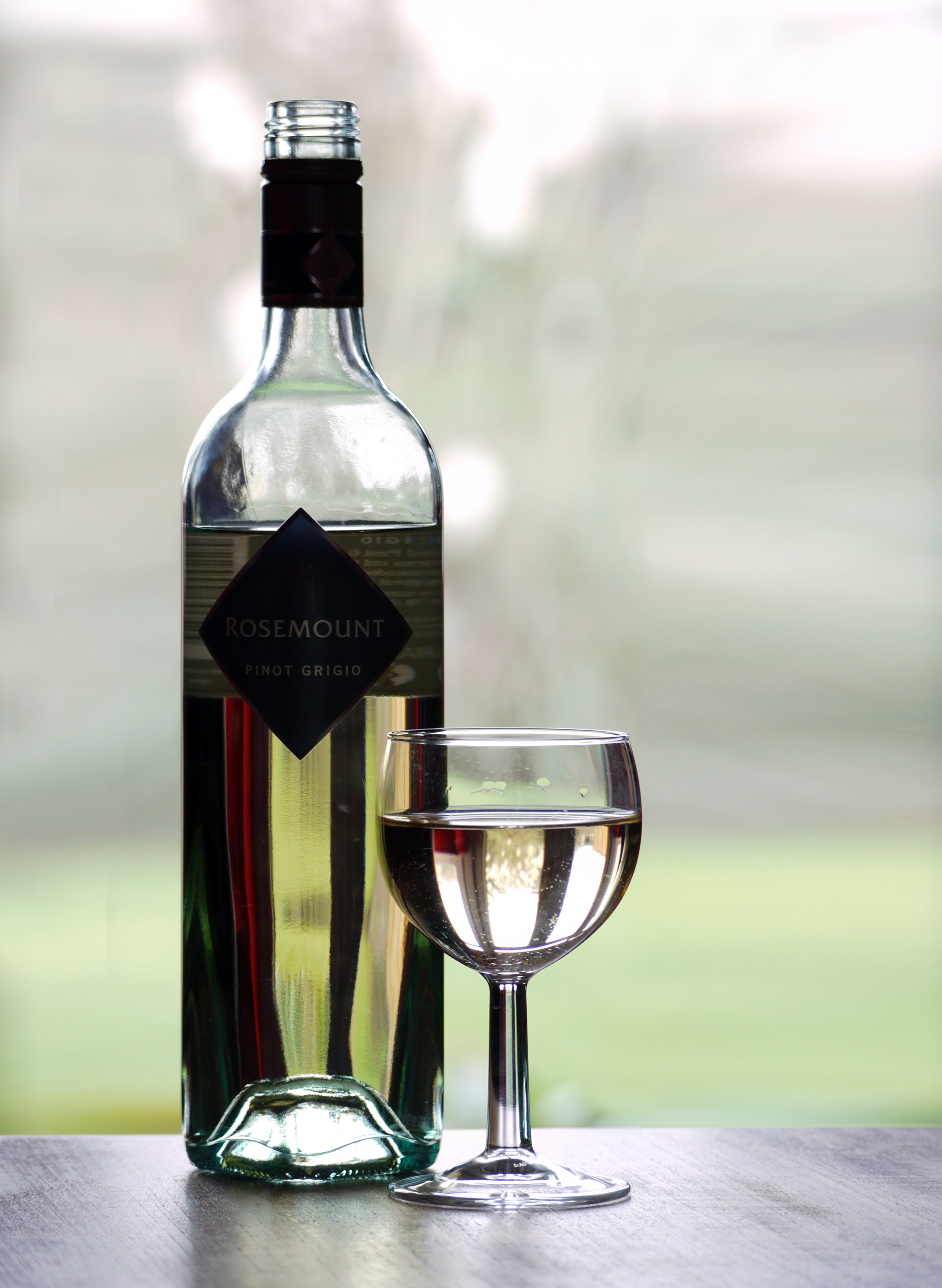
Pinot Grigio à servir frais.

En Allemagne, des poires au vin. Le soufflé au fromage en plat principal est accompagné de salade verte.
Avec les soufflés welsh soufflé, bière du Nord ou Côtes du Roussillon.
Le soufflé au fromage partagé par de nombreux pays producteurs de vin donne lieu à autant d'accord vin-soufflé au fromage. Selon Winepoint.it, il faut choisir « un vin qui n'est pas trop structuré, car le plat est déjà sucré, savoureux et beurré en lui-même, donc pour obtenir un bon accord entre vin et mets il faut le préférer légèrement salé, doux et discret ». Pinot gris d'Alsace, Rheinhessen dornfelder sec, Nava Rosado fraichement coloré et peu alcoolisé, les blancs sec frais dominent: Pinot Grigio frais en Italie, Chardonnay californien, Albana di Romagna, Orvieto, Sauvignon blanc,,,. Los buenos vinos argentinos 2021 recommande D.V. Catena Historico Blanco (60% Semillon-40% Chenin, persistant et délicat) pour reposer la bouche sur un soufflé au fromage bleu. Le vin pour les nuls (2014) n'hésite pas avec le soufflé au fromage: Champagne de 10 ans.
Les rouges charpentés se rencontrent aussi: Haut Médoc, Saint-Julien, Hautes Cotes de Beaune, Vosne-Romanée, on imagine des fromages puissants et fruités dans les soufflés qui les rencontrent.

## Modèle de l'affaissement
Les vulcanologues parlent de la « théorie du soufflé au fromage », pour décrire une structure dont la croûte maintenue en place par la pression des gaz et de la pâte très chaude, s'effondre quand le soufflé refroidit une fois sorti du four. Max Derruau écrit dans les Annales de géographie: « la thèse de J. Defos du Rau donne leur explication par le volcano-tectonisme. L'érosion n'a fait qu'aménager ce que la tectonique avait préparé. C'est le procédé du soufflé au fromage qui gonfle et monte, puis  vidé sous sa croûte, s'affaisse... Des décollements se produisent ensuite comme dans un flan au café».

## Anthologie

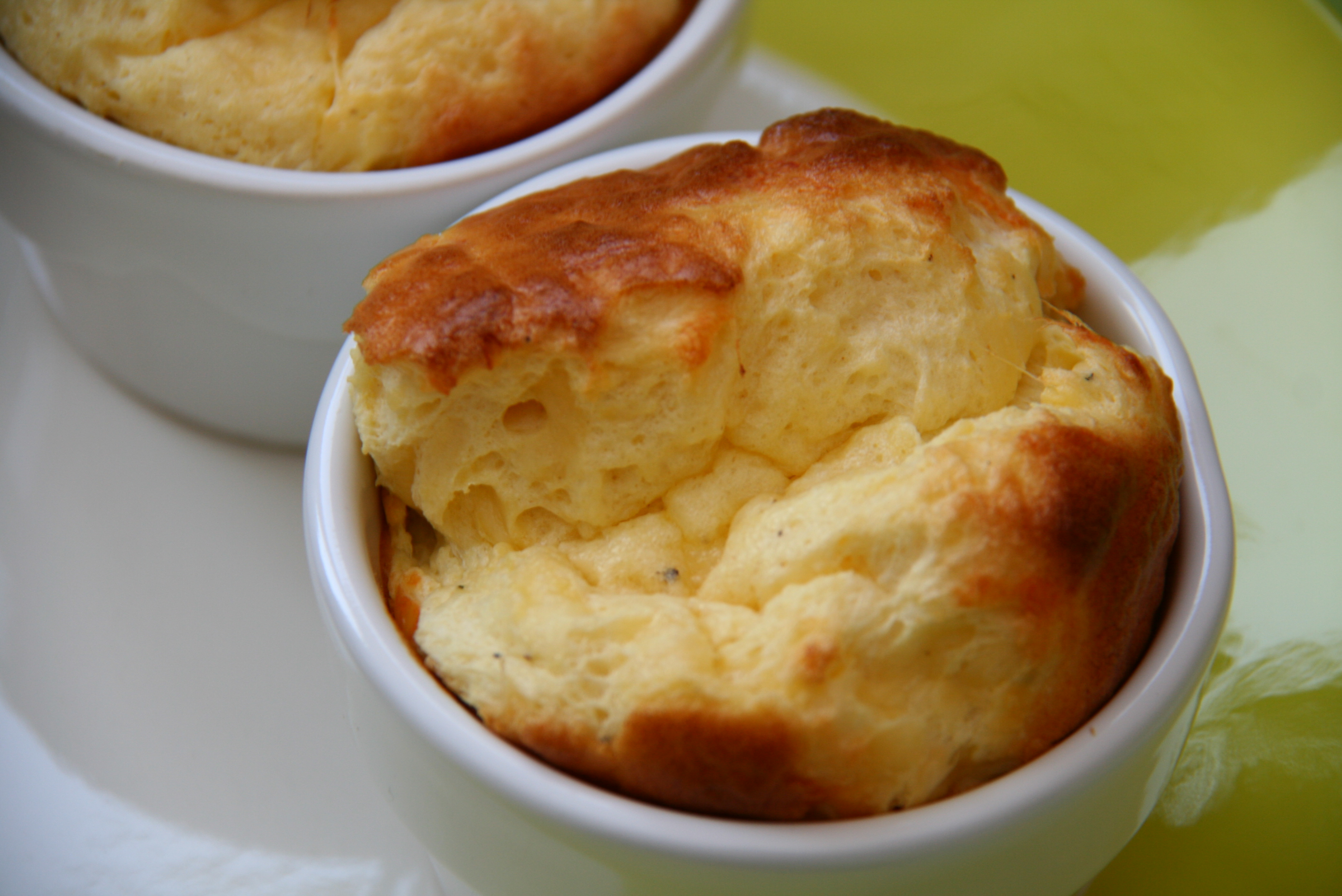
Soufflé au Comté.

- Le Figaro du 19 août 1901. Recettes de Soufflé au Gruyère par Mme la générale de Saint-Germain, qui a obtenu un deuxième prix [135] (étrange soufflé à tendance omelette dont les blancs d'œuf ne sont pas montés en neige) :

« entrée (très précieuse comme impromptu.) Pour six personnes Six œuf entiers, battus comme pour une omelette, y incorporer doucement, en battant toujours, un quart de bon gruyère râpé; ajouter un demi-bol de crème fraîche (ou de lait si la crème fait défaut, mais c'est moins bon), battre encore le tout, verser dans un plat creux et mettre au four très chaud. Point de beurre, un soupçon de sel fin. De dix à quinze minutes de cuisson. »

- Les Nouvelles de Versailles. Union Indépendante Versaillaise Antisoviétique. 16 novembre 1936[136]

« les députés communistes roulent maintenant dans des automobiles somptueuses, ... la classe ouvrière a dû éprouver une satisfaction singulière quand elle a appris que M. Jouhaux s’était assis dans le fauteuil de M. de Wendel [régent de la Banque de France]. Mais quelle amélioration en est-il résulté dans ses conditions d’existence ? Il ne faudrait tout de même pas se moquer du monde. Il ne faudrait pas dénoncer perpétuellement les abus d’un système [le système capitaliste] quand on a l’intention d’en vivre et quand on l'a prouvé. Était-ce pour que M. Jouhaux justifie son surnom de soufflé au fromage que la France a voté pour le Front populaire ? »

- Marc Veyrat. Diatribe avec le Guide Michelin. 2019[137]

« Ils ont osé dire qu’on avait mis du Cheddar dans notre soufflé de Reblochon, Beaufort et Tomme ! »